# Ганисон (Колорадо)
Ганисон (енгл. Gunnison) град је у америчкој савезној држави Колорадо.

## Демографија
По попису из 2010. године број становника је 5.854, што је 445 (8,2%) становника више него 2000. године.
| Група             | 2000.         | 2010.         |
| Белци             | 4.854 (89,7%) | 4.804 (82,1%) |
| Афроамериканци    | 42 (0,8%)     | 38 (0,6%)     |
| Азијати           | 30 (0,6%)     | 35 (0,6%)     |
| Хиспаноамериканци | 374 (6,9%)    | 831 (14,2%)   |
| Укупно            | 5.409         | 5.854         |